# Shawano
Shawano är administrativ huvudort i Shawano County i Wisconsin i USA. Enligt 2010 års folkräkning hade Shawano 9 305 invånare.